# Быховский, Густав
Густав Быховский (пол. Gustaw Bychowski, англ. Gustav Bychowski; 21 августа 1895, Варшава, Царство Польское, Российская империя — 3 апреля 1972, Фес, Марокко) — польский и американский психиатр, психолог и писатель еврейского происхождения. Один из первых польских психоаналитиков.

## Биография
Родился 21 августа 1895 года в Варшаве в семье врача-невропатолога и общественного деятеля Зельмана (Зигмунта) Быховского (1865—1934) и Гизели Горвиц (1873—1937). У него был брат Ян Быховский (1901—1917) и сестра Юдита-Марта Быховская (в замужестве Оснос, 1906—1990).
Начальное и среднее образование получил в Конопчинской гимназии в Варшаве, где был дружен со Стефаном Сребрным и Стефаном Глассом. После в течение года учился в гимназии в Санкт-Петербурге, чтобы сдать экзамен на аттестат зрелости, дававший ему право учиться за границей. Обучался в Венском, Лозаннском и Цюрихском университетах. Практику проходил в психиатрической лечебнице Цюрихского университета в Бургхёльцли. В 1919 году защитил степень доктора медицины, представив диссертацию «О психопатологии поджигателей». В Вене изучал психоанализ у Зигмунда Фрейда. Перевёл на «польский язык Введение в психоанализ».
В 1921 году вернулся в Варшаву. Приобрёл известность как автор психоаналитической теории искусства. Его книга «Словацкий и его душа. Психоаналитическое исследование» была первой значительной попыткой в польской психиатрии применить психоанализ для интерпретации литературного произведения. Быховский проанализировал поэзию Словацкого в контексте его биографии и духовного развития, особенно отношений поэта с матерью.
В 1939 году, после нацистской оккупации Польши, эмигрировал с семьёй в США. В послевоенный период им был написан ряд книг, среди которых были «Зло в человеке. Анатомия ненависти и насилия» и «Диктаторы и последователи от Цезаря до Сталина». В последней им были представлены психологические портреты Юлия Цезаря, Оливера Кромвеля, Максимилиана Робеспьера, Адольфа Гитлера и Иосифа Сталина. Быховский занимался практикой как психолог; одним из его пациентов был режиссёр Джеймс Тобэк.
Психоаналитик Фрэнк М. Лахман описывает Быховского, как нетрадиционного фрейдиста: «Здесь был фрейдовский аналитик, который явно был больше заинтересован в связи с пациентом и в поиске областей силы, чем в демонстрации того, насколько он умен в выявлении психопатологии». Лахман пишет, что Быховский в конечном итоге принял те же взгляды, что и Хайнц Кохут.
Быховский был женат, имел сына и двух дочерей. Его сын Ян Рышард Быховский (1921—1943), друг Кшиштофа Камиля Бачинского, с которым учился в Баторийской гимназии, был лётчиком польских ВВС в составе британской армии и погиб во время полета над Германией в 1943 году. Сам Густав Быховский умер 3 апреля 1972 году, находясь в отпуске в Марокко.

## Сочинения
- «О психопатологии поджигателей» (нем. Zur Psychopathologie der Brandstiftung, 1919);
- «Словацкий и его душа. Психоаналитическое исследование» (пол. Słowacki i jego dusza. Studium psychoanalityczne, 1930);
- «О сексуальном воспитании» (пол. O wychowaniu seksualnem, 1930);
- «О легастении» (пол. O legastenji, 1935);
- «Диктаторы и последователи от Цезаря до Сталина. Психоаналитическая интерпретация истории» (англ. Dictators and Disciples from Caesar to Stalin; A Psychoanalytic Interpretation of History, 1948);
- «Специальные методы в психотерапии» (англ. Specialized Techniques in Psychotherapy, 1952);
- «Психотерапия психоза» (англ. Psychotherapy of Psychosis, 1952);
- «Зло в человеке. Анатомия ненависти и насилия» (англ. Evil in Man: The Anatomy of Hate and Violence, 1968).